# Gemmula rarimaculata
Gemmula rarimaculata é uma espécie de gastrópode do gênero Gemmula, pertencente a família Turridae.